# Marcel Bidot
Marcel Bidot (21 december 1902 - 26 januari 1995) was een Frans wielrenner.

## Levensloop en carrière
Marcel Bidot werd prof in 1923. Hij won 2 etappes in de Ronde van Frankrijk en werd Frans kampioen in 1929. Tussen 1953 en 1961 was hij ploegleider van het Franse team. Zijn poulain was Jacques Anquetil.

## Resultaten in voornaamste wedstrijden
| Jaar | Ronde van Italië | Ronde van Frankrijk | Ronde van Spanje |
| ---- | ---------------- | ------------------- | ---------------- |
| 1926 |                  | 10e                 |                  |
| 1927 |                  |                     |                  |
| 1928 |                  | 8e (1)              |                  |
| 1929 |                  | 16e (1)             |                  |
| 1930 |                  | 5e                  |                  |
| 1931 |                  |                     |                  |
| 1932 |                  | 30e                 |                  |

- Bibliothèque nationale de France: cb11891971s (data)
- International Standard Name Identifier: 0000 0000 0010 8215
- Système universitaire de documentation: 026727811
- Virtual International Authority File: 66463803